# Sonic Rush Adventure
Sonic Rush Adventure (ソニック ラッシュアドベンチャー?, Sonikku Rasshu Adobenchā) è un videogioco a piattaforme per Nintendo DS, realizzato da Sonic Team in collaborazione con Dimps e pubblicato da SEGA nel 2007. Il gioco è il sequel di Sonic Rush.
È il sedicesimo titolo principale della serie e l'ultimo a uscire esclusivamente su Nintendo DS, è anche l'unico titolo principale assieme a Sonic Unleashed, a non presentare Knuckles.

## Trama
Sonic e Tails stanno volando con il Tornado (riesumato dai vecchi giochi), ma una tempesta si abbatte su di loro. I due perdono sensi, si ritrovano su una piccola isola chiamata Southem Island, dove vengono trovati da una giovane e simpatica femmina di procione, Marine the Raccoon, che li accoglie a casa sua. Il giorno dopo Marine prova a mettere in funziona la sua moto d'acqua, la "SS Marine", accidentalmente la moto d'acqua finisce distrutta. In seguito Tails costruisce 4 imbarcazioni: il Wave Cyclon (una moto d'acqua), l'Ocean Tornado (una barca a vela), l'Aqua Blast (un hovercraft) e il Deep Tyhoon (un sottomarino).
Con queste imbarcazioni Sonic e gli altri scoprono nuove isole. Arrivati all'isola di Coral Cave, i nostri eroi si imbattono faccia a faccia con il malvagio pirata Capitan Whisker, con i suoi scagnozzi, Mini e Mum. Questi pirati s'impossessano dello Scettro Ingioiellato, a questo punto salta fuori Blaze the Cat, che deve riprendere lo scettro. Dopo il combattimento contro Ghost Kraten, Sonic e Tails scoprono di essere finiti nel mondo di Blaze.
Durante il proseguimento del gioco Sonic e gli altri scoprono Johnny, un altro pirata che si definisce "il sultano della velocità" e che vuole sfidare Sonic con la moto d'acqua, battendo Johnny si può vincere un Chaos Emerald. Dopo aver scoperto isole ghiacciate, vichinghi, isole nel cielo e altro, Sonic e gli altri arrivano sull'isola dei pirati dove combattono contro Capitan Whisker e Johnny.
Al termine del combattimento Johnny fugge lasciando il suo capo da solo con Mini e Mum. Whisker e gli altri vengono distrutti subito dopo al termine del combattimento contro Ghost Titan. In seguito si scopre che i pirati sono stati costruiti dal Dr.Eggman e da Eggman Nega per rubare lo Scettro Ingioiellato. I due Eggman vengono poi sconfitti da Super Sonic e Burning Blaze (come in Sonic Rush). Alla fine Tails costruisce una moto d'acqua in grado di creare tunnel dimensionali così da riportare lui e Sonic sul loro pianeta.

## Modalità di gioco

### Zone
- Training: Un piccolo livello su Southem Island che serve per imparare ad usare i controlli del gioco.
- Plant Kingdom: Una giungla piena di funghi giganti e liane. Questa zona ha come boss un dinosauro robot.
- Machine Labyrint: Un'isola meccanica, piena di impianti elettrici. Ha come boss un pendolo robot.
- Coral Cave: Una grotta marina, qui dentro è nascosto lo Scettro Ingioiellato. Questa zona ha come boss un polipo robot.
- Haunted Ship: Questa zona non è altro che una nave fantasma. Ha come boss un enorme pirata che lavora per Capitan Whisker.
- Blizzard Peaks: Questa zona è completamente innevata. Gli abitanti di quest'isola sono i vichinghi (orsi polari) che sono stati congelati dai pirati. Il boss della zona è una balena robot.
- Sky Babylon: Quest'isola è sospesa nel cielo, Sonic e gli altri la scoprono per caso. Il boss della zona è un condor robot.
- Pirate's Island: L'isola dove si nascondono i pirati. In questa zona alla fine Sonic combatte contemporaneamente contro Capitan Whisker e Johnny (ma che hanno due vite diverse).
- Big Swell: L'isola dove Capitan Whisker attacca Sonic con il suo grande robot, Ghost Titan.
- Deep Core: La battaglia finale contro Eggman e Eggman Nega. Al contrario di Sonic Rush, qui Sonic e Blaze si controllano temporaneamente (azione tipo quella di Sonic Heroes). Questa fase si può sbloccare raccogliendo i sette Chaos Emerald e i sette Sol Emerald.
- Hidden Islands: durante il gioco si possono trovare 16 isole nascoste.

### Missioni extra
Durante il gioco si possono sbloccare cento missioni extra, che vengono assegnati dai popolani di Southem Island. Ne esistono di diversi tipi, come ad esempio di raggiungere il traguardo entro un certo tempo oppure fare un certo numero di acrobazie. Completando alcune missioni si possono ricevere i sol emerald.

## Doppiaggio
(Nota: ad eccezione di Capitan Whisker e Johnny, le voci dei personaggi sono tratte da Sonic Rush).
| Personaggio          | Doppiatore giapponese | Doppiatore inglese     |
| -------------------- | --------------------- | ---------------------- |
| Sonic the Hedgehog   | Jun'ichi Kanemaru     | Jason Griffith         |
| Blaze the Cat        | Nao Takamori          | Bella Hudson           |
| Miles "Tails" Prower | Ryō Hirohashi         | Amy Palant             |
| Dr. Eggman           | Chikao Ōtsuka         | Mike Pollock           |
| Eggman Nega          | Chikao Ōtsuka         | Mike Pollock           |
| Capitan Whisker      | Shinya Fukumatsu      | Lonnie Hirsch          |
| Johnny               | Kouta Nemoto          | Christopher Pellegrini |

## Accoglienza
| Testata                            | Giudizio |
| ---------------------------------- | -------- |
| Metacritic (media al 10-05-2020)   | 78/100   |
| GameRankings (media al 09-12-2019) | 80.15%   |

Similmente al capitolo precedente, Sonic Rush Adventure è stato uno dei videogiochi più amati di Sonic di tutti i tempi, i critici e i fan in generale hanno apprezzato quasi ogni singolo aspetto del gioco, inclusi presentazione, personaggi, gameplay, musiche e level design. Tuttavia, la trama ricevette pareri misti, dato che la critica la considerò noiosa ed eccessivamente lunga, seppur apprezzando la possibilità di saltare le scene, venne criticata una mancanza di rigiocabilità e alcuni affermarono che il gioco non innovava abbastanza dal predecessore.
Marco Esposto di IGN lo trovò come uno dei giochi che per trama e stile di gioco rappresentava forse l'eccellenza.